# Матвеев, Владимир Иосифович
Влади́мир Ио́сифович Матве́ев (укр. Володимир Йосипович Матвєєв; 24 июля 1943, Владивосток — 5 ноября 2024, Николаев) — инженер-судостроитель, украинский политик, депутат ВР Украины, член фракции КПУ (с ноября 2007), член Комитета по вопросам финансов и банковской деятельности (с декабря 2007); 1-й секретарь Николаевского областного комитета КПУ.

## Биография
Родился 24 июля 1943 года (г. Владивосток, Россия); русский; отец Иосиф Иванович (1916—1992); мать Ольга Ивановна (1916—1946); жена Людмила Дмитриевна (1943) — инженер-экономист ГП «Судостроительный завод имени 61 коммунара», г. Николаев; имеет дочь.
Образование: Николаевский кораблестроительный институт, кораблестроительный факультет (1961—1967), инженер-кораблестроитель, «Судостроение и судоремонт»; Киевская высшая партийная школа при ЦК КПУ (1976—1978).
Июль 1958 — август 1960 — старший рабочий, Белорусская геофизическая экспедиция в городе Мозырь. Август 1960 — 1961 — сборщик судов, Черноморский судостроительный завод. 1961 — сентябрь 1969 — сборщик корпусов, мастер стапельного цеха, секретарь Комитета комсомола, Завод им. 61 коммунара, город Николаев. Сентябрь 1969 — ноябрь 1974 — 2-й, 1-й секретарь, Николаевского городского комитета ЛКСМУ. Декабрь 1974 — август 1976 — заместитель председателя Корабельного районного исполнительного комитета г. Николаева. Сентябрь 1976 — июль 1978 — слушатель Высшей партийной школы при ЦК КПУ. С августа 1978 — строитель отдела строительства авианосцев Бюро главного строителя, с 1978 года — заместитель секретаря, 1979 — ноябрь 1982 — секретарь парткома, Черноморский судостроительный завод города Николаева. Ноябрь 1982 — январь 1985 — 1-й секретарь заводского районного комитета КПУ города Николаева. Январь 1985 — июнь 1987 — инспектор ЦК КПУ. Июнь 1987 — 1989 — 1-й секретарь Николаевского городского комитета КПУ. С 1989 — 2-й секретарь, январь — август 1991 — 1-й секретарь Николаевского областного комитета КПУ. Сентябрь 1991 — май 1998 — заместитель главного строителя, директор по вопросам экономики, заместитель генерального директора по экономике государственного предприятия «Судостроительный завод имени 61 коммунара». Руководитель фракции КПУ в Николаевском облсовете (2006—2007). Был член ЦК КПУ.
Орден «Знак Почёта». Член КПСС (с августа 1970), член КПУ (с 1993), секретарь ЦК КПУ (июнь 2000 — июль 2003); член Президиума ЦК КПУ (октябрь 1997 — июнь 2005). В марте 1994 года — кандидат в народные депутаты Украины, Центральный избирательный округ № 287, Николаевская область, выдвинут. тр. колл., 1-й тур — 9,86 %, 3 место из 17 кандидатов.
Владел английским языком.
Умер 4 ноября 2024 года от сердечного приступа в возрасте 81 года.

## Депутатская деятельность
Народный депутат Украины 6 созыва с ноября 2007 от КПУ, № 27 в списке. На время выборов: пенсионер, член КПУ.
Народный депутат Украины 4 созыва, избранный по спискам Коммунистической партии Украины 04.2002 — 04.2006 от КПУ, № 17 в списке. член фракции коммунистов (с 05.2002 — 04.2006), заместитель председателя Комитета по вопросам экономической политики, управления народным хозяйством, собственности и инвестиций (с 06.2002 — 04.2006), член Специальной контрольной комиссии по вопросам приватизации (06.2002 — 04.2006).
Народный депутат Украины 3 созыва 03.1998 — 04.2002 от КПУ, № 12. 03.1998 — кандидат в народные депутаты Украины, избирательный округ № 129, Николаевская область. Явка 64,4 %, 20,5 %, 1 место с 25 прет. На время выборов: заместитель генерального директора ГП «Судостроительный завод имени 61 коммунара», член КПУ. Председатель подкомитета по вопросам собственности, приватизации и банкротства Комитета по вопросам экономической политики, управления народным хозяйством, собственности и инвестиций (с июля 1998), член фракции КПУ (с мая 1998).
Народный депутат Украины 1 созыва с марта 1990 (2-й тур) до апреля 1994, Центральный избирательный округ № 285, Николаевская область, член Комиссии по вопросам деятельности советов народных депутатов, развития местного самоуправления. Группа «За социальную справедливость». На время выборов: Никол. ОК КПУ, 2-й секр. 1-й тур: явка 73,0 %, 23,3 %. 2-й тур: явка 67,0 %, по 45,7 %. 4 конкурента, (осн. — Волохов Является. П., н. 1948, член КПСС, роддом, гл. врач, 1-й тур — 27,4 %, 2-й тур — 44,9 %).